# Arco de Nastapoka

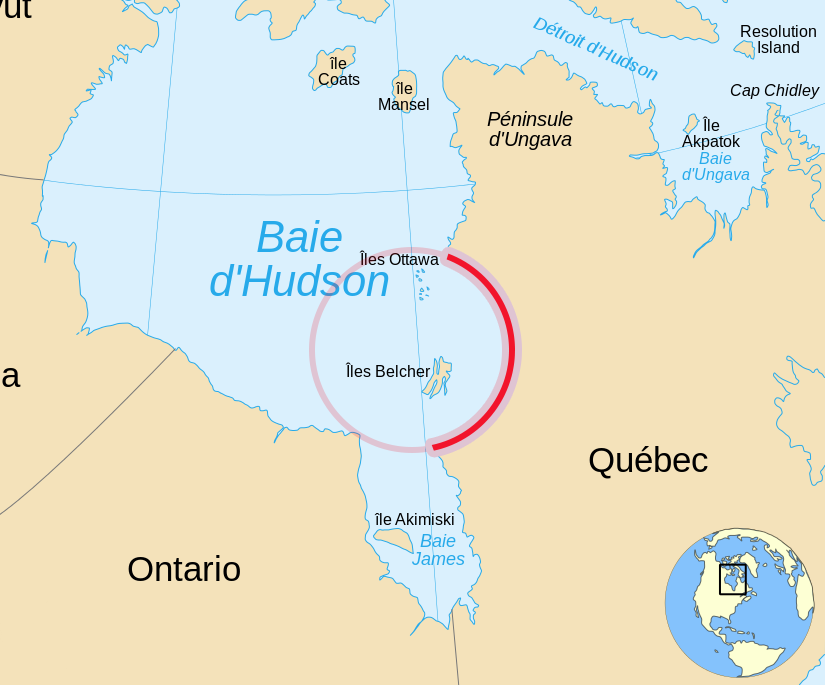
Arco de Nastapoka

El Arco de Nastapoka es un accidente geológico situado al sureste de la costa de la Bahía de Hudson, en Canadá. Conforma un arco circular casi perfecto, cubriendo 160º con un diámetro de 450 kilómetros.
Debido a su forma, el arco fue supuesto como el remanente del impacto de un meteorito. Estudios posteriores dudan de esta teoría. En agosto de 1972, Robert S. Dietz y J. Paul Barringer llevaron una importante investigación de la zona recogiendo muestras para probar el impacto (que de ser cierto sería uno de los mayores que haya sufrido la Tierra) pero los resultados fueron negativos. Al examinarse las rocas de la zona no se pudieron encontrar ninguna que probara el impacto.
Hasta hoy los geólogos consideran que el arco conforma el límite arqueado de una placa tectónica.